# ایر کانادا سنتر
ایر کانادا سنتر (انگلیسی: Air Canada Centre) یک سالن سرپوشیده در تورنتو، کانادا است.
این سالن که در سال ۱۹۹۹ تأسیس شده برای مسابقات بسکتبال، هاکی روی یخ و کنسرت‌های موسیقی مورد استفاده قرار می‌گیرد.

## نگارخانه

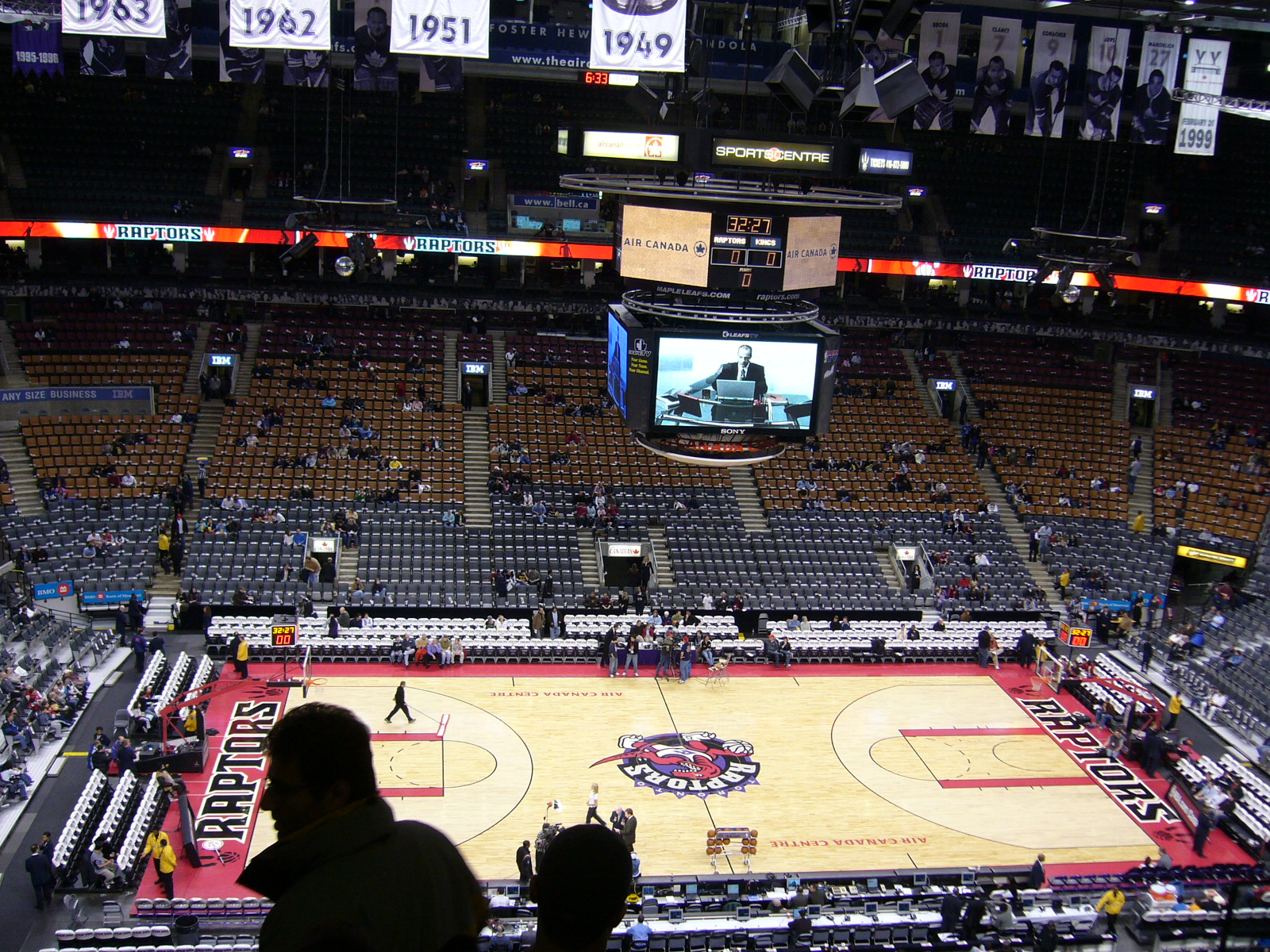
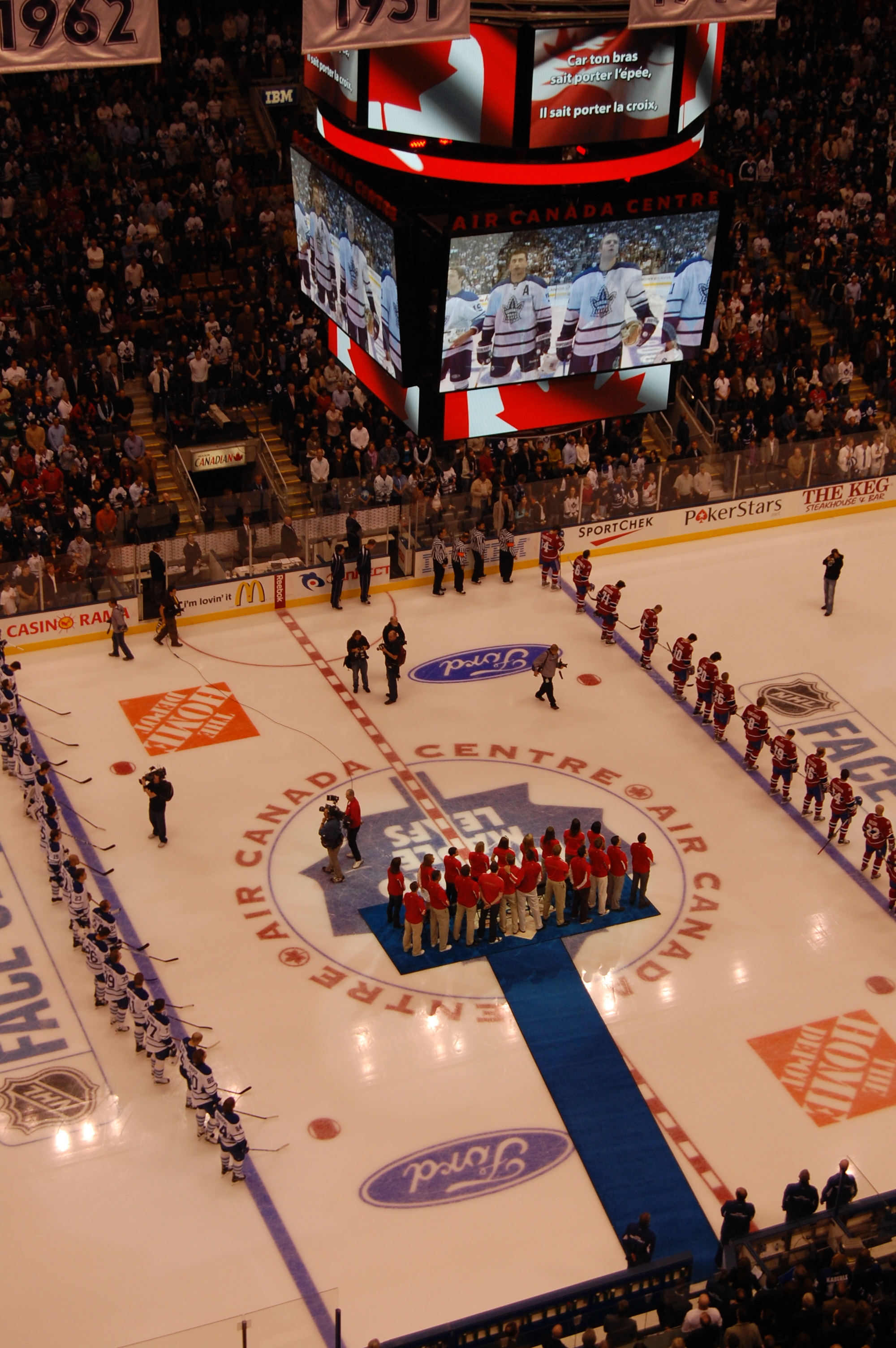
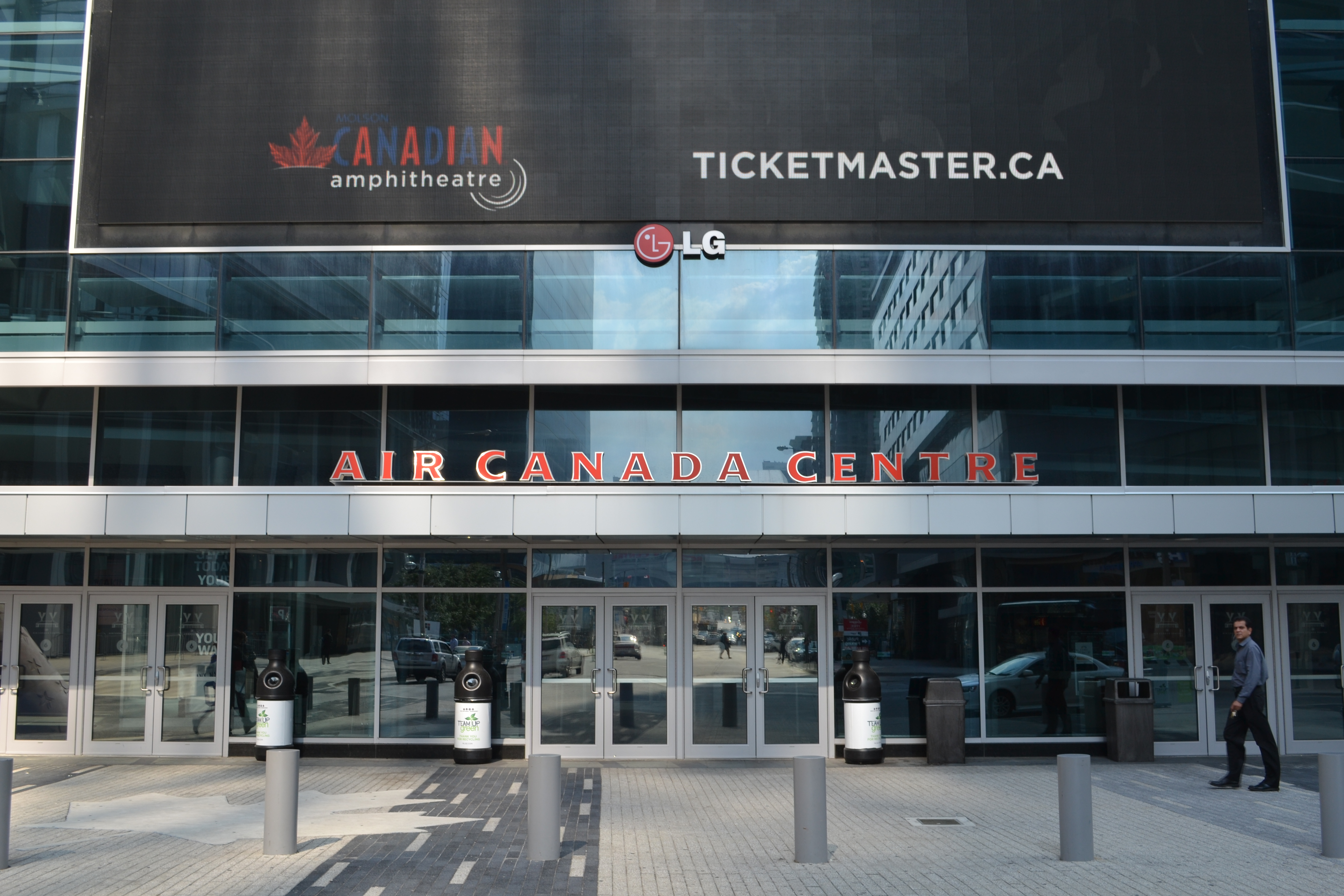